# Нижньогірський елеватор
Нижньогірський елеватор — дочірнє підприємство в АР Крим, що належить компанії ДАК «Хліб України».

## Історія
У травні 1944 року, відразу ж після визволення Криму, відродив свою роботу Нижньогірський елеватор (тоді Сейтлерський пункт «Заготзерно» зі складами підлогового зберігання місткістю 22,4 тис. тонн).
В 1945 році сейтлерський пункт «Заготзерно» був перейменований у Нижньогірський пункт «Заготзерно». У 1952 році був введений в експлуатацію новий елеватор місткістю 10, 5 тис. тонн, а в 1972  році  були нарощені потужності елеватора шляхом добудови двох силосних корпусів місткістю 22,2 тис. тонн. Від того часу підприємство офіційно отримало назву «Нижньогірський елеватор».
В 1976 році на підприємстві збудували комбікормовий цех (виробнича потужність — 210 тонн на добу) з прилеглим елеваторним корпусом на 11,2 тис. тонн зберігання.

### Сучасність
Наразі зернові місткості ДП ДАК «Хліб України» «Нижньогірський елеватор» становлять 66,6 тис. тонн і гарантовано забезпечують його можливості щодо безперебійного приймання та якісного зберігання зерна й олійних культур протягом тривалого терміну.
Зберіганню зерна передує приведення його в стійкий кондиційний стан вологості, що досягається шляхом її зниження. Для цього на підприємстві діють дві зерносушарки: ДСП-32 і ДСП-50. Для очищення зерна від насіння бур'янів та інших домішок використовують сепаратор.
Відвантаження зерна на залізничний транспорт здійснюється завдяки під'їзним залізничним коліям. До того ж підприємство має на балансі два мотовози для забезпечення доставляння вагонів під завантаження.
З 2001 року введено в експлуатацію млин «Харків'янка 450-Плюс», а у жовтні 2005 року запрацювало виробництво екструдованого корму. В 2007 році — дала першу продукцію мініпекарня (до 1 тисячі штук хліба на добу, у тому числі й батони й булочки). Виробництво макаронів — продуктивністю до 200 кг на добу, а також були взяті в оренду 300 га землі дали прибутки, бо вирощене власними силами зерно завозять на елеватор і переробляють на власному виробництві. Збіжжя до елеватора надходить від підприємств з декількох районів Криму (Нижньогірський, Радянський, Білогірський, Червоногвардійський і Джанкойський).